# Penda Diouf
Penda Diouf est une autrice de théâtre et comédienne française et naturalisée sénégalaise, née en 1981.

## Biographie

### Famille
D’origine sénégalaise par son père, sérère et ivoirienne par sa mère, Penda Diouf passe sa jeunesse dans des villes de province mais vit mal sa singularité et fait une dépression sévère en 2010 qu'elle exorcise avec un voyage en Namibie, pays méconnu qu'elle avait découvert via l'athlète Frank Fredericks, selon son récit autobiographique Pistes. De ce voyage, elle tire un guide touristique.

### Formation et débuts
Elle suit des études de lettres modernes à Dijon puis obtient en 2006 un DEA en études théâtrales à l'université Sorbonne-Nouvelle. Arrivée en région parisienne, où elle obtient un master en arts du spectacle, elle travaille d'abord à la MC93 de Bobigny où elle rencontre des auteurs comme Jean-René Lemoine et Aminata Zaaria, puis devient bibliothécaire. Elle milite quelque temps à l'association antiraciste Les Indivisibles — cofondée par Rokhaya Diallo — dont elle a été secrétaire générale,.

### Autrice de théâtre
Elle écrit à l'âge de 19 ans son premier texte, Poussière, alors qu'elle n’était jamais allée au théâtre. Ce huis-clos sur l’enfermement et la dictature lui vaut une bourse du Centre national du théâtre,.
En 2005, elle suit un stage d'écriture théâtrale pour le spectacle Le Grand Déballage. Poussière fait l'objet d'une lecture au Tarmac puis au théâtre de la Huchette en 2009 puis est sélectionné par le bureau des lecteurs de la Comédie-Française pour la saison 2010. Sa deuxième pièce C’est pour votre bien, qui traite de la vidéosurveillance, reçoit une bourse de la SACD fondation Beaumarchais en 2008. Elle enchaîne avec Modou et Fanta, La Boutique et Non merci.
La pièce Le Symbole (mode de punition pratiqué au Sénégal, pour avoir parlé la langue maternelle), commandée par la compagnie La Fédération, est écrite en 2012. Elle est jouée en ouverture du Festival des francophonies en Limousin, également jouée en Afrique, comme au Bénin, en 2015 et en 2017.

S'incluant dans un mouvement d'autrices comme Rébecca Chaillon ou Joséphine Chaffin, elle explique ainsi ses thématiques d'écriture : 

« J’écris essentiellement des personnages féminins "racisés". Je pense n’écrire bien que les choses que je connais et maîtrise. Pour moi, l’art et l’écriture ne peuvent être déconnectés d’un environnement social, culturel, politique. De ce fait, les pièces sont souvent traversées par les questions de féminisme, de patriarcat, d’identité, d’oppression. En général, dans mes écrits, ce sont des femmes fortes qui vont chercher des ressources pour lutter contre un environnement pouvant être oppressant, anxiogène […]. [Les femmes] sont souvent cantonnées à des rôles moins importants, moins forts. C’est pour cela que je m’emploie à n’écrire que des rôles de femmes […]. Cela ne veut pas dire que chaque communauté doit parler de sa communauté propre. L’espace et les opportunités doivent être donnés à chacun pour raconter sa propre histoire et ses propres récits, pour être au plus juste. C’est injuste si les hommes parlent en lieu et place des femmes alors que celles-ci n’ont pas toujours les opportunités de le faire elles-mêmes. C’est pareil pour des hommes blancs qui parleraient à la place d’hommes noirs. »

En 2015, elle crée avec Anthony Thibault le label « Jeunes textes en liberté » à la suite de leur rencontre au Théâtre national de la Colline lors d'un débat sur la représentation de la diversité au théâtre,. Ces lectures théâtrales servent selon elle à faire émerger « la diversité sous toutes ses formes, qu’elle soit sociale ou ethnique » : « Sur le plateau, les comédiens peuvent être noir.e.s, arabes ou asiatiques, iels peuvent jouer n’importe quel rôle. Il ne s’agit pas de les cantonner, comme cela se fait habituellement dans le théâtre français à des personnages stéréotypés de dealer, sans papier, migrant, femme de ménage, femme de migrant, personne en difficulté à aider. […] Je souhaite que les plateaux de théâtre ressemblent à la France telle qu’elle est actuellement, avec tous types de physique, d’âge, d’origines ethniques et d’autres rôles que ceux habituellement proposés. »
En réaction aux débats sur la nationalité en France, elle acquiert aussi la nationalité sénégalaise,. Expliquant sa démarche, elle déclare : « Je ne sais plus qui a dit ça : "Mon idéal de théâtre c’est de voir que les gens qui font la queue pour aller voir mes spectacles sont les mêmes que ceux qui font la queue dans les supermarchés". Je pense exactement la même chose. Je veux qu’il y ait des hommes, des femmes, des classes populaires, des cadres supérieurs, des noirs, des blancs… En fait j’essaye d’être dans un féminisme inclusif. Je voudrais que, dans les salles et sur scène, publics et comédien-ne-s représentent la France. »
Elle participe en 2017 à la troisième saison des Intrépides, sur le thème du courage. Cette initiative de la Société des auteurs et compositeurs dramatiques (SACD), qui vise à promouvoir la diversité, donne carte blanche à six autrices : Penda Diouf, Camille Laurens, Julie Gilbert, Céline Delbecq, Sandie Masson et Emma la clown. Leurs textes sont créés, lus par leurs autrices et mises en scène par Catherine Schaub, au théâtre Antoine le 26 juin 2017, puis repris au festival d'Avignon Off le 17 juillet 2017 et en novembre 2017 au Théâtre de Poche à Genève. Inspirée par l’athlète namibien Frankie Fredericks, vice-champion olympique du 100 mètres et du 200 mètres en 1992 et 1996, Penda Diouf narre dans Pistes... son voyage et ses rencontres en Namibie, ce qui lui permet d’aborder l’histoire de l’oppression à travers une réflexion sur le corps du sportif et celui de l’esclave ainsi que le génocide des Héréros et des Namas, premier génocide du XXe siècle,. Elle travaille à une version longue de Pistes, qu'elle finit par mettre en scène en 2025, et au lancement d'une revue littéraire.
Elle écrit Si vous vous taisez les pierres crieront avec Kevin Rittberger, qui est lu au Deutsches Theater à Berlin en 2021. Puis elle écrit La Brèche, commande du Théâtre National de Strasbourg paru en 2022 dans l’ouvrage collectif « Ce qui (nous) arrive » aux éditions Espaces 34 et À corps retrouvé dans le cadre d’une résidence à la Maison des femmes de Saint-Denis. Sa pièce L’arbre parait dans l’ouvrage collectif Liberté Egalité…2. Cette même année, elle est lauréate de l’appel à projets Mondes nouveaux et crée la performance La Nuit des reines à la basilique Saint-Denis. Écrite dans une résidence portée par la Scène nationale Culture Commune et le service culturel de l’université d’Artois, Noire comme l’or est finaliste du comité de lecture du TQI2A et du Théâtre de la Tête Noire,.
Publiée en 2024, sa nouvelle pièce Sœurs, nos forêts aussi ont des épines est mise en scène en 2025 par Silvia Costa et représentée notamment à Bobigny et Valence. Elle met en scène son texte Pistes... en 2025, qui est représenté au Théâtre du Nord à Tourcoing puis au Théâtre 13 à Paris.

## Œuvres
- Poussière (2000)
- C’est pour votre bien
- Modou et Fanta
- La Boutique
- Non merci
- Le Symbole (2012)
- Le Squelette[21]
- La Grande Ourse (2016)
- Pistes (2017)
- Poser ses valises (2019)[22]
- Noire comme l'or (2022)
- Sœur·s, nos forêts aussi ont des épines (2024)[23]

## Mise en scène
- Pistes (2025)

### Radio
- « De Princeton à Paris, la diversité dans le théâtre français en question », France Culture, Tous en scène du 5 novembre 2022